# Марк Лалонд
Марк Лалонд (фр. Marc Lalonde; 16 липня 1929, Іль-Перро, Квебек — 6 травня 2023, Монреаль) — канадський юрист і політик. Депутат Палати громад від Ліберальної партії, міністр охорони здоров'я та соціального забезпечення, міністр юстиції, міністр енергетики, гірничої промисловості та природних ресурсів у кабінеті П'єра Трюдо, міністр фінансів у кабінетах Трюдо та Джона Тернера. Офіцер ордену Канади (1989), член Канадського залу медичної слави (2004).

## Біографія
Народився 1929 року в Іль-Перро (Квебек) у родині фермера та місцевого мера Жозефа Альбера Лалонда; четвертий із п'яти дітей у родині Лалонда та Лори Сент-Обен. Закінчив місцеву початкову школу, а потім Колеж Святого Лаврентія в Монреалі. Вивчав право в Монреальському, потім в Оксфордському університеті здобув в обох ступінь магістра, завершив освіту в Оттавському університеті. У 1955 році, під час навчання в Монреалі, одружився з Клер Тетро, секретаркою декана факультету права.
У студентські роки став активістом руху «Католицька дія», у лавах якого сформувалася група лідерів квебецької Тихої революції. На ранньому етапі участі в політичному житті Канади, у 1959—1960 роках, був спеціальним радником Дейві Фултона, міністра юстиції в консервативному уряді Діфенбейкера. Надалі вів адвокатську практику в Монреалі, але у 1967 повернувся до Оттави як спеціальний радник прем'єр-міністра Лестера Пірсона. До 1972 року залишався в штаті канцелярії прем'єр-міністра, зокрема з 1968 до 1972 рік, в уряді П'єра Трюдо, — як перший секретар канцелярії. У ці роки Лалонд став одним із найвпливовіших людей у керівництві країни, визначаючи, хто отримував доступ до прем'єр-міністра, укладаючи негласні угоди та беручи участь у всіх політичних призначеннях. У 1970 році був посередником між урядами Канади та Квебеку під час дії воєнного стану в дні Жовтневої кризи.
1972 року обраний до Палати громад від округу Утремон. Того ж року отримав призначення на посаду міністра охорони здоров'я та соціального забезпечення, яку обіймав до 1977 року. З 1976 року виконував також функції міністра за статусом жінок. На посаді міністра охорони здоров'я став співавтором програми «Новий погляд на здоров'я канадців» (англ. A New Perspective on the Health of Canadians), що розширювала традиційні рамки розгляду факторів, які впливають на здоров'я громадян. Програма вперше розглядала вплив довкілля та поведінкових стереотипів на здоров'я нації. Під час перебування Лалонда на посаді міністра набули значного розвитку національні дослідницькі програми в галузі охорони здоров'я.
Лалонд, відданий особисто прем'єр-міністру, був переконаним федералістом, і коли 1976 року на виборах у Квебеку перемогла сепаратистська Квебецька партія, Трюдо поклав на нього функції координатора відносин між федеральним урядом і провінціями. 1977 року ці функції були оформлені на міністерську посаду, Лалонд став першим, хто її обійняв, 1978 року поступившись посадою Джону Мерсеру Ріду. Сам Лалонд отримав натомість портфель міністра юстиції.
Після недовгого перебування лібералів в опозиції та повернення Трюдо до влади 1980 року Лалонд був призначений міністром енергетики, гірничої промисловості та природних ресурсів. На цій посаді він відповідав за реалізацію Національної енергетичної програми. Ця реформа була спрямована на досягнення Канадою самодостатності в галузі викопного палива і була різко негативно сприйнята в західних провінціях, де її розглядали як непотрібне втручання держави у справи енергетичної індустрії. У 1981—1982 роках Лалонд брав участь також у процесі переговорів про прийняття Канадської хартії права і свобод, що стало завершальним етапом патріації конституції Канади.
1982 року отримав призначення міністром фінансів Канади. Після того, як Трюдо оголосив про намір піти з політики, очікувалося, що і Лалонд завершить політичну кар'єру разом з ним. На партійних виборах Лалонд підтримав кандидатуру Джона Тернера і на деякий час залишився на посаді міністра фінансів у його кабінеті, але вирішив не брати участь у наступних виборах. Натомість він висунув свою кандидатуру на посаду голови ОЕСР, але ці вибори програв. Пішов з посади міністра у липні 1984 року, повернувшись до юридичної практики. Займався комерційними позовами у фірмі Stikeman Elliot; серед іншого, представляв інтереси Канади у позові з Бразилією щодо виробництва регіональних реактивних літаків і з Іспанією з питання про права на рибальський промисел. Входив також до складу канадської делегації на переговорах про Північноамериканську зону вільної торгівлі. У 1990-х роках виступав як тимчасовий суддя Міжнародного суду ООН.
Обіймав посаду голови ради піклувальників монреальської лікарні «Готель-Д'є». 2005 року повернувся в політику як співголова передвиборчої кампанії Пола Мартіна та Ліберальної партії у Квебеку. Адвокатська та лобістська практика Лалонда після 1984 року неодноразово ставала темою суспільної дискусії. Зокрема, у фокусі уваги виявилися його роль як лобіста тютюнового концерну (особливо незвичайна для колишнього міністра охорони здоров'я) та його дії як адвоката та лобіста торговця зброєю Карлгайнца Шрайбера, коли у 2008 році розкрилися факти передачі Шрайбером значних грошових сум прем'єр-міністру Канади Браяну Малруні.
Останні десятиліття життя провів у Іль-Перро у родинному колі. Помер у травні 2023 року у віці 93 років, залишивши по собі дружину Клер, двох дочок і двох синів.

## Нагороди та звання
1988 року нагороджений медаллю «За винятковий внесок у політику охорони здоров'я» від Всесвітньої організації охорони здоров'я. Наступного року став офіцером ордену Канади, 2004 року внесено до списків Канадського залу медичної слави.
Володар почесних наукових ступенів Університету Західного Онтаріо та Транснаціонального університету Лімбурга (Маастрихт).